# Hochschule Bergen

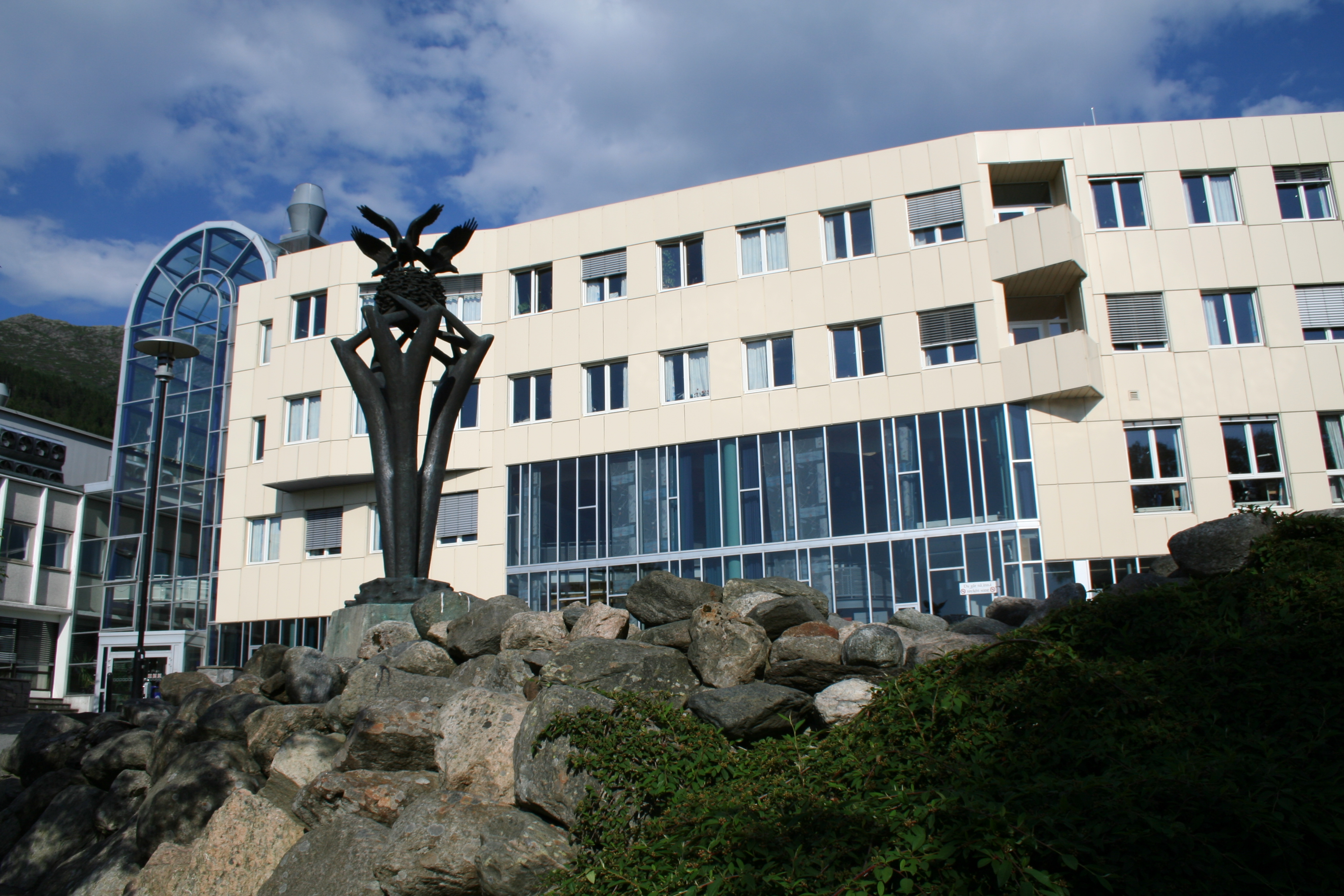
Hochschule Bergen

Die Hochschule Bergen (norwegisch Høgskolen i Bergen) kurz HiB - war eine staatliche Hochschule in der norwegischen Stadt Bergen. Sie war mit rund 6700 Studenten und 620 Angestellten im Sommersemester 2008 nach der Universität Bergen die zweitgrößte Bildungseinrichtung der Stadt. Seit 2017 ist sie in der Vestland-Hochschule aufgegangen.

## Geschichte
Nach der norwegischen Hochschulreform schlossen sich 1994 sechs in Bergen ansässige Hochschulen zur Hochschule Bergen zusammen.
Die Hochschule Bergen gliederte sich in drei Fakultäten, so genannte „Avdelinger“:
- die Fakultät für Gesundheit und Sozialfach (Avdeling for helse- og sosialfag),
- die Fakultät für Ingenieurausbildung (Avdeling for ingeniørutdanning),
- sowie die Fakultät für Lehrerausbildung (Avdeling for lærarutdanning).

Rektor der Hochschule war bis 2011 Eli Bergsvik, danach Ole-Gunnar Søgnen.
Zum 1. Januar 2017 schloss sich die Hochschule Bergen mit der Hochschule Stord-Haugesund und der Hochschule Sogn og Fjordane zur Hochschule Westnorwegen (norwegisch Høgskulen på Vestlandet, kurz HVL) zusammen.

## Neuer Campus

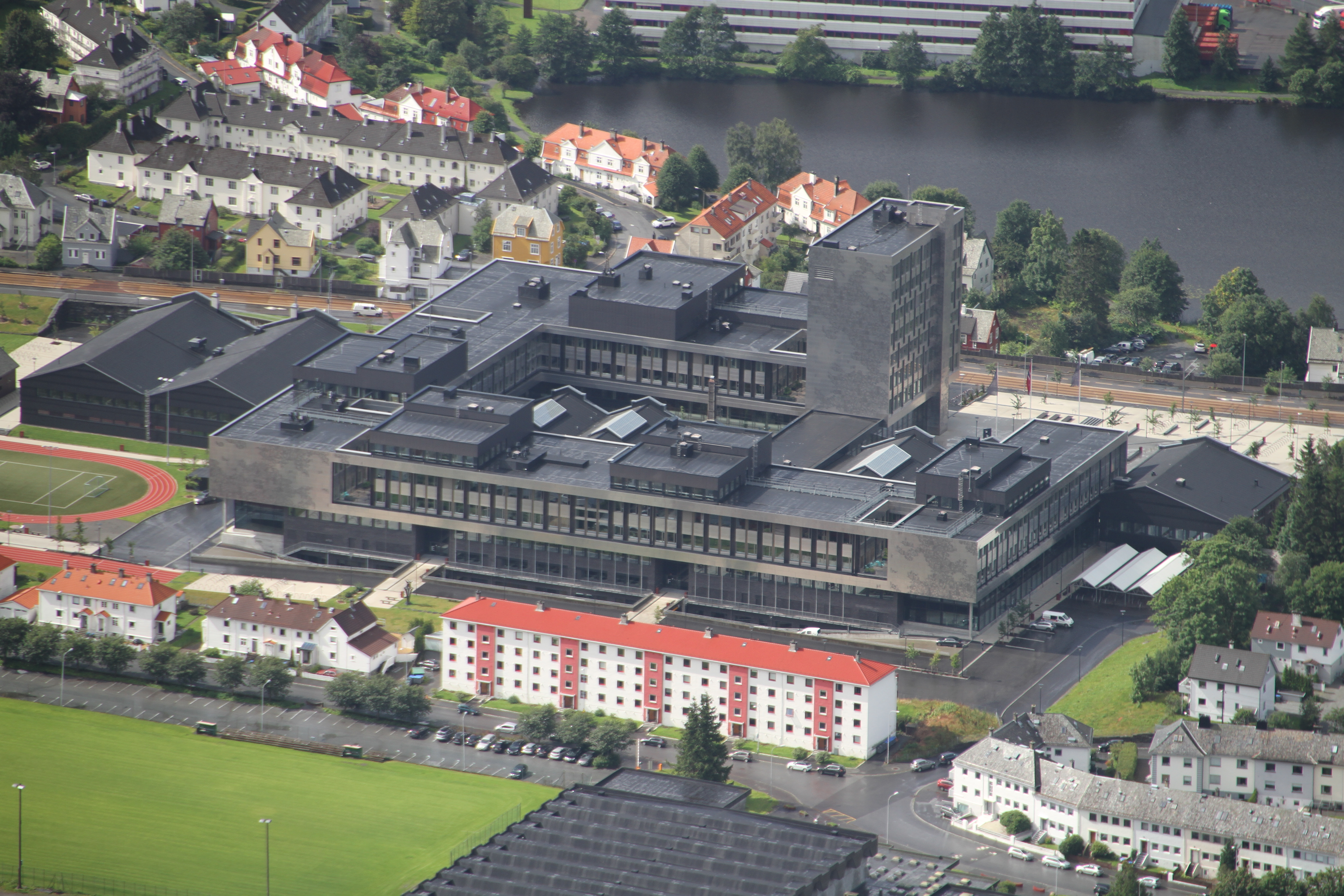
Luftbild des Campus Kronstadt in Bergen

Die Hochschule übernahm am 1. Mai 2014 den neuen Campus auf dem ehemaligen Gelände der NSB Verkstedet Kronstad am Inndalsveien 28. Der Studienbeginn im neuen Gebäude erfolgte am 25. August 2014.